# Mexticacán
Mexticacán é um município do estado de Jalisco, no México.
Em 2005, o município possuía um total de 6.084 habitantes.